# Ужице (городское поселение)
Ужице (серб. Град Ужице) — городское поселение в Сербии, входит в Златиборский округ.
Население городского поселения составляет 80 700 человек (2007 год), плотность населения составляет 121 чел./км². Занимаемая площадь — 667 км², из них 54,7 % используется в промышленных целях.
Административный центр городского поселения — город Ужице. Городское поселение Ужице состоит из 41 населённого пункта, средняя площадь населённого пункта — 16,3 км².

## Статистика населения
| Год  | Население, чел. |
| ---- | --------------- |
| 1991 | 83 601          |
| 2001 | 83 169          |
| 2002 | 82 968          |
| 2003 | 82 730          |
| 2004 | 82 417          |
| 2005 | 81 923          |
| 2006 | 81 323          |
| 2007 | 80 700          |